# 오카다 야마토
오카다 야마토(일본어: 岡田 大和, 2001년 6월 17일~)는 일본의 축구 선수이다.

## 구단 경력
그는 2023년 J1리그의 홋카이도 콘사돌레 삿포로에 입단했다. 2024년 7월 J2리그의 로아소 구마모토로 이적했다.